# Isochromodes subcincta
Isochromodes subcincta är en fjärilsart som beskrevs av Paul Dognin 1923. Isochromodes subcincta ingår i släktet Isochromodes och familjen mätare. Inga underarter finns listade i Catalogue of Life.